# John Alexander Stewart (homme politique)
Pour les articles homonymes, voir John Alexander Stewart et Stewart.
John Alexander Stewart (1867-7 octobre 1922) est un homme politique canadien de l'Ontario. Il est député fédéral conservateur de la circonscription ontarienne de Lanark d'une élection partielle en 1918 à son décès en 1922. Il est ministre dans le cabinet du premier ministre Arthur Meighen.

## Biographie
Né à Almonte dans le Canada-Ouest, Stewart est maire de la ville de Perth en 1904.
Élu à la Chambre des communes du Canada, il siège brièvement dans le cabinet à titre de ministre des Chemins de fer et canaux de septembre à décembre 1921. Réélu en lors de l'élection de 1921, il meurt en fonction en octobre 1922. 